# Marian Respond
Marian Franciszek Respond (ur. 1 czerwca 1921 w Kurowie, zm. 28 marca 2002 w Lozannie) – rotmistrz, ekonomista, działacz emigracyjny w Szwajcarii.

## Życiorys
Urodził się 1 czerwca 1921 w Kurowie. W młodości był harcerzem. Po wybuchu II wojny światowej przedostał się na Zachód i został żołnierzem Wojska Polskiego we Francji, uczestniczył w kampanii francuskiej 1940 jako ułan w szeregach Wileńskiego Dywizjonu Rozpoznawczego w strukturze 2 Dywizji Strzelców Pieszych. Następnie był internowany w Szwajcarii. Tam w Wetzikon zdał maturę i ukończył studia ekonomiczne na Uniwersytecie we Fryburgu.
Po wojnie pozostał na emigracji w Szwajcarii. Działał na polu społecznym, niepodległościowym i kombatanckim. Współorganizował oddział Stowarzyszenia Polskich Kombatantów, Polskiej Misji Katolickiej, działał w Komisji Skarbu Narodowego. Był prezesem honorowym Związku Organizacji Polskich w Szwajcarii. Zasiadał w Komitecie Nagrody im. Anny Godlewskiej. Od 1976 do 31 lipca 1988 sprawował stanowisko delegata Rządu RP na uchodźstwie na teren Szwajcarii. W 1980 był założycielem i przewodniczącym organizacji o charakterze międzynarodowym pod nazwą „Norymberga II”, mającej na celu wykrycie i osądzenie zbrodni komunizmu. Został awansowany na stopień rotmistrza.
Zmarł 28 marca 2002 w Lozannie. Został pochowany na cmentarzu Montoie w Lozannie 2 kwietnia 2002. Jego żoną była Teresa.

## Odznaczenia
- Krzyż Oficerski Orderu Odrodzenia Polski
- Krzyż Kawalerski Orderu Odrodzenia Polski
- Krzyż Walecznych
- Złoty Krzyż Zasługi (1974)[3]
- Srebrny Krzyż Zasługi
- Krzyż Stowarzyszenia Polskich Kombatantów za Wierną Służbę
- Krzyż Wojenny (Francja)
- Medal Ochotnika (Francja)